# Montereggio (Mulazzo)
Montereggio (Montarèsa nel dialetto della Lunigiana) è una frazione del comune italiano di Mulazzo, nella provincia di Massa-Carrara, in Toscana.

## Geografia
Il borgo è situato nella valle del torrente Mangiola, affluente di destra del fiume Magra, e dista 15 km da Mulazzo. Sorge nel cuore della regione storica della Lunigiana, al confine con la provincia della Spezia ed è posto in posizione strategica in quanto controllava la via che attraverso il valico dei Casoni congiungeva la valle del Magra alla via Francigena ed al mar Ligure.. Testimonianza dell'importanza strategica del borgo è data dalla sua raffigurazione nella Galleria delle Carte Geografiche dei Musei Vaticani.

## Monumenti e luoghi di interesse
- Chiesa dei Santi Francesco Fogolla e Apollinare
- Chiesa di Sant'Apollinare
- oratorio di Sant'Apollinare
- Castello di Montereggio

## Società

### Religione
A Montereggio è nato nel 1893 il missionario e vescovo cattolico Francesco Fogolla, canonizzato il 1º ottobre del 2000 da papa Giovanni Paolo II come "martire della fede", e santo patrono della frazione insieme ad Apollinare di Ravenna. Viene celebrato il 9 luglio con una messa solenne e una processione con la sua statua e le sue reliquie dalla chiesa parrocchiale fino all'oratorio di Sant'Apollinare, dove il santo fu battezzato.

### Tradizioni e folclore
Secondo la tradizione, nata negli anni cinquanta del Novecento, tra il 30 aprile e il 1º maggio i maggianti si recano di casa in casa cantando allegri stornelli, beneauguranti, di saluto e d'amore per celebrare il maggio e la stagione propizia. In Montereggio nasce la "Rassegna del maggio di Montereggio", manifestazione nazionale itinerante dei gruppi folk che perpetuano la tradizione del cantamaggio.
È detto anche "paese dei librai", e deve il suo epiteto alla presenza di venditori di almanacchi e libri che stagionalmente si spostavano in Italia e anche all'estero. Alcune famiglie di librai provenienti da Montereggio si stabilirono in varie città della Toscana e del Nord Italia, impiantando librerie stanziali.
Fa parte del circuito delle book town, cioè città dedicate ai libri, in modo particolare alla riproposizione di libri usati: le più famose sono Hay-on-Wye (Galles) fondata da Richard Booth nel 1961, che è stata la prima, Redu (Belgio) e Fontenoy-la-Joûte (Francia).
A Montereggio ogni anno in estate si svolge la Festa del libro.
Tra i prodotti gastronomici tipici del paese troviamo testaroli,  padleti e patona.